# Colletia
Colletia ist eine Pflanzengattung innerhalb der Familie der Kreuzdorngewächse (Rhamnaceae). Die etwa fünf Arten sind in Südamerika verbreitet.

## Beschreibung

### Vegetative Merkmale
Colletia-Arten wachsen als Sträucher und erreichen Wuchshöhen von bis zu 4 Metern. Aus der oberen Knospe jedes Knotens bildet sich ein Dorn oder ein bis zu dreifach verästelter, dornartiger Zweig. Die untere Knospe bildet einen blühenden Kurztrieb. Die gegenständigen Laubblätter sind sehr klein und fallen früh ab.

### Generative Merkmale
Die Blüten erscheinen achselständig in Büscheln oder einzeln unter den Dornen. Die zwittrigen Blüten sind vier- oder fünfzählig mit einfacher Blütenhülle. Der Blütenbecher ist urnenförmig und fällt früh ab. Die Kelchblätter sind petaloid. Kronblätter sind meist nicht vorhanden. Die Staubbeutel der bis zu 6 kurzen Staubblätter sind meist zweifächrig. Der Diskus wird auf einer nach unten eingerollten Ausstülpung des Blütenbechers gebildet. Der Fruchtknoten ist halbunterständig, meist drei- und seltener vierfächrig. Die Narbe ist gelappt.
Die dreikammerigen, -teiligen, -samigen Kapselfrüchte brechen explosionsartig auf.

## Systematik und Verbreitung
Die Gattung Colletia wurde 1789 durch Antoine-Laurent de Jussieu in Genera Plantarum, S. 380 aufgestellt. Der Gattungsname Colletia ehrt Philibert Collet (1643–1718), einen französischen Geistlichen und Lehrer.
Die Gattung Colletia gehört zur Tribus Colletieae innerhalb der Familie Rhamnaceae.
Das natürliche Verbreitungsgebiet der etwa fünf Arten liegt in Südamerika.
Es gibt etwa fünf Colletia-Arten:
- Colletia hystrix Clos
- Colletia paradoxa (Spreng.) Escal.: Sie kommt im südlichen Brasilien, in Argentinien (nur in Buenos Aires) und in Uruguay vor.[2]
- Colletia spartioides Bertero ex Colla: Dieser Endemit kommt auf der Robinson-Crusoe-Insel vor.
- Colletia spinosissima J.F.Gmel.: Sie kommt in Peru, Bolivien, Ecuador, Uruguay und Argentinien vor.[2]
- Colletia ulicina Gillies & Hook.

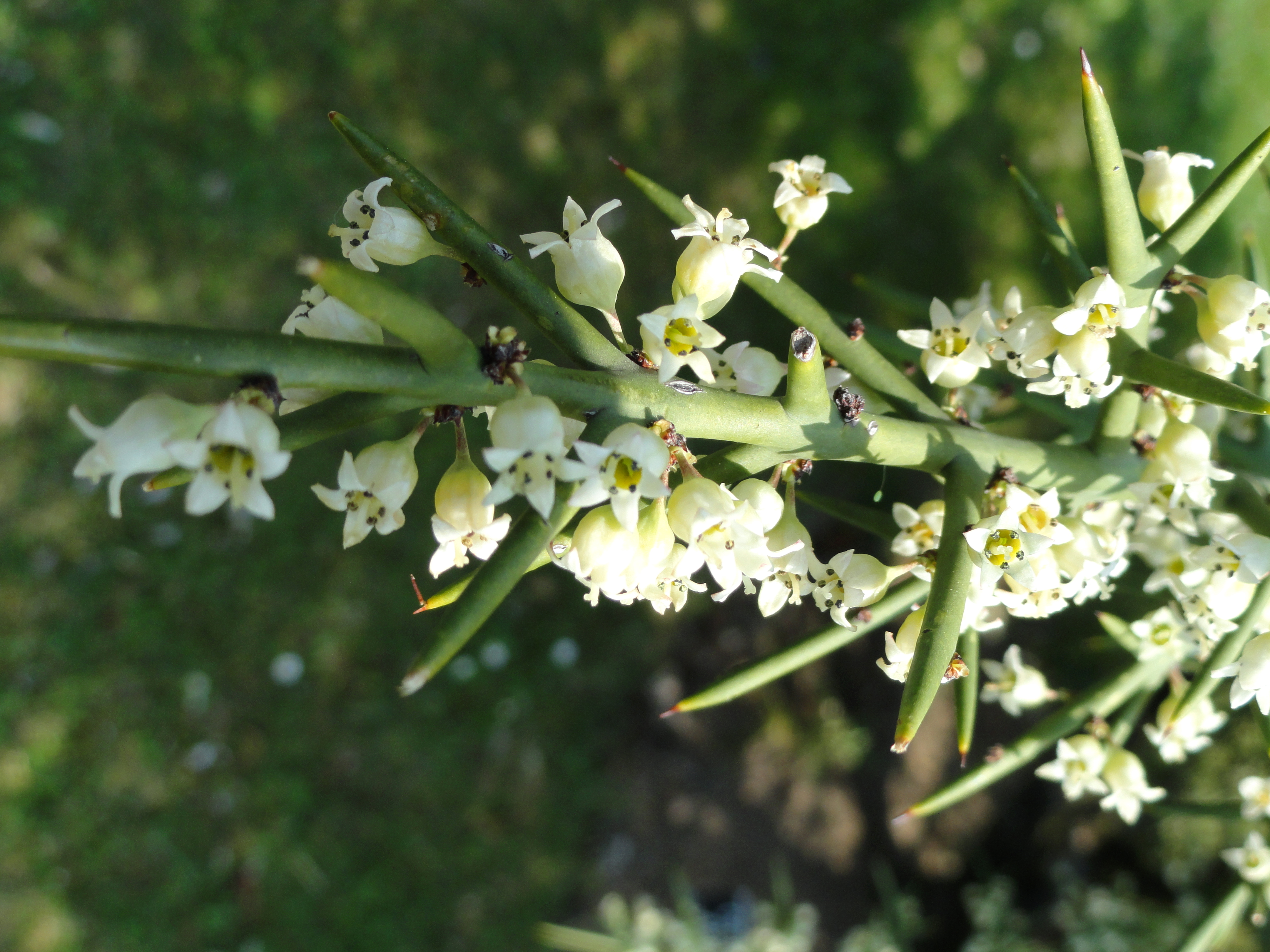
Colletia hystrix
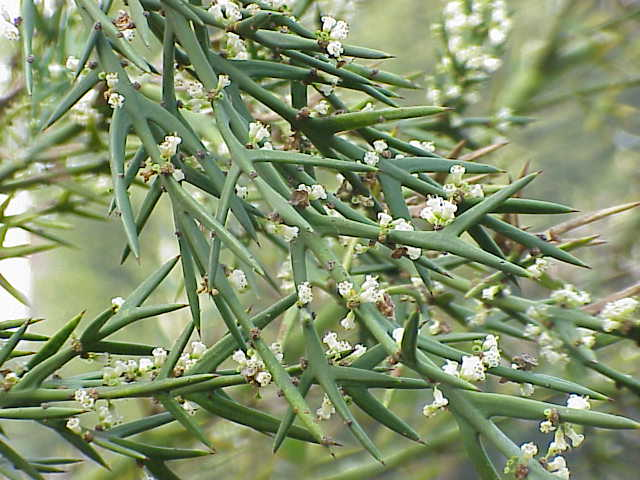
Colletia spinosissima
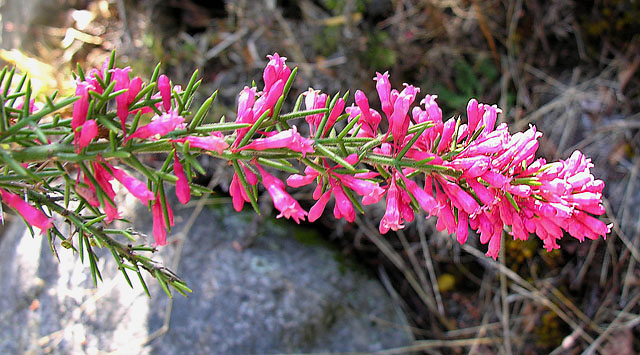
Colletia ulicina